# Athènes et Jérusalem

Athènes et Jérusalem, essai de philosophie religieuse est un ouvrage de l'écrivain et philosophe russe Léon Chestov. Dernier de ses livres, il se distingue du reste de son œuvre par son caractère plus construit. La première édition complète, qui sort à Paris, est posthume et date de 1951. Elle permet à son auteur d'accéder à une certaine notoriété en France et en Europe. 
Dans Athènes et Jérusalem, Chestov présente ses pensées les plus essentielles, qui toutes se ramènent à un unique credo sous-tendant sa réflexion : le salut de l'humanité ne pourra être atteint que par le rejet du savoir et de l'arbre de la connaissance au profit de la foi et de l'arbre de la vie. L'auteur défend dans cette perspective une forme radicale de religiosité philosophique proche du fidéisme de Pascal, ainsi qu'un existentialisme judéo-chrétien parent de celui de Kierkegaard, et oppose la raison (« Athènes ») à la foi biblique (« Jérusalem »), unique voie d'accès à la vérité et à la liberté. Selon le philosophe russe Basile Zenkovsky (ru), c'est précisément dans cet ouvrage que Chestov « va jusqu'au bout de l'idée » selon laquelle « la véritable philosophie découle de l'existence de Dieu », et nous rapproche de « l'être authentique ».
Athènes et Jérusalem est reconnu pour ses qualités littéraires, et est même considéré par ses commentateurs comme la meilleure réalisation de la prose philosophique russe. Le texte est néanmoins émaillé de citations en grec ou en latin, ce qui peut en rendre la lecture difficile. Ouvrage d'inspiration biblique, Athènes et Jérusalem s'appuie essentiellement sur l'Ancien testament et s'inscrit en rupture avec la tradition gréco-latine du christianisme. 

## Plan de l'ouvrage
Athènes et Jérusalem comprend cinq grandes sections incluant une introduction et quatre parties :
- Préface : « Essai d'introduction »
- Partie I : « Des sources des vérités métaphysiques – Parménide enchaîné »
- Partie II : « Dans le taureau de Phalaris – Le savoir et le libre arbitre »
- Partie III : « De la philosophie médiévale – Concupiscentia irresistibilis »
- Partie IV : « La seconde dimension de la pensée – Lutte et spéculation (soixante-huit aphorismes et fragments) »

Dans les parties I et II, Chestov révèle les insuffisances et le mensonge de la « pensée spéculative ». Dans la partie III est affirmée l'impossibilité de concilier connaissance et foi, et la partie IV révèle les mérites de la foi en tant que « seconde dimension de la pensée ». 

### Partie I
Sous-titrée « Parménide enchaîné », cette section du livre montre que les vérités « claires et distinctes » de la raison sont privées de toute commune mesure avec le monde de l'homme et son vécu. Surmonter cette insuffisance, c'est mener la lutte « insensée » et « finale » de l'âme contre la nécessité et son indifférence, contre les vérités qui enchaînent l'homme et le soumettent aux coups du destin (figure du « Parménide enchaîné »). 
Pour Chestov, la pensée doit changer de nature, cesser d'être rationnelle et spéculative pour devenir une « vision surnaturelle » dépendant de la libre volonté. Ainsi une transformation du monde s'opère-t-elle, et l'être lui-même entre dans une nouvelle réalité où ses lois ne soumettent plus l'homme, mais sont au contraire soumises à sa volonté. 
Alors que la majorité des philosophes, y compris ceux qui s'appuient sur l'intuition, ne traitent que de ce qui est « normal » ou « raisonnable », le véritable philosophe franchit quant à lui les limites de la raison, atteint celles de la vie – frayant ainsi avec la mort – et mène une existence libre en communion avec un Dieu prêt à lui donner tout son pouvoir.

### Partie II
Opposant ici « le savoir et le libre arbitre », Chestov aborde les « hommes vivants » – Luther, Nietzsche, Kierkegaard – les « chevaliers de la foi » – Abraham, Moïse, Job – ainsi que le récit de la Chute, qui est au fondement de son ontologie et de son anthroposophie. Il affirme le lien originel, dès le péché d'Adam, entre le savoir rationnel et le mal, la raison excluant par nature la vérité de la foi. La cause du mal est l'action d'Adam après la Chute qui, effrayé par le néant, fait de la raison une nécessité toute puissante puis une catégorie esthétique. 
Le taureau de Phalaris, instrument de torture inventé en Grèce, symbolise le lien indestructible entre le savoir rationnel et les horreurs de l’existence humaine. À travers les figures héroïques du passé, Chestov nourrit néanmoins l'espoir de voir l'homme s'éveiller aux intuitions irrationnelles profondes à la vertu libératrice. La violation par Orphée des « lois éternelles », par exemple, ou la révolte de Job contre les « faits », illustrent la possibilité qu'a l'homme de s'affranchir de la raison.

### Partie III
Dans cette troisième partie, intitulée « Sur la philosophie médiévale », est exposé le problème de la relation d' « Athènes », c'est-à-dire de la sagesse humaine naturelle des Grecs, adeptes des « vérités éternelles », avec « Jérusalem », c'est-à-dire de la sagesse divine surnaturelle provenant de la foi biblique et de la « philosophie biblique ». Chestov s'emploie ardemment à démontrer l'impossibilité de jeter un « pont » entre Athènes et Jérusalem comme avait commencé à le faire Philon d'Alexandrie et, à sa suite, nombre de philosophes médiévaux comme saint Augustin ou Thomas d'Aquin. Il estime par ailleurs que les tentatives de restitution des vérités de la foi biblique réalisées par Tertullien, Pierre Damien, puis par Dostoïevski, Nietzsche et d'autres, ont échoué à cause de la grande difficulté qu'ont les Européens, élèves des Hellènes, de comprendre la parole de Dieu, pris qu'ils sont dans leur désir de savoir plutôt que de croire.

### Partie IV
La quatrième et dernière partie, nommée « La seconde dimension de la pensée », se distingue des précédentes par sa forme non construite, puisqu'elle est composée de divers aphorismes. Il s'agit pour Chestov d'exprimer le caractère paradoxal et antinomique d'un questionnement qui est similaire à celui que « nos ancêtres » adressaient à Dieu. 
Chestov montre également qu'il existe dans l'âme humaine, au-delà des limites imposées par la raison universelle, des vérités singulières indémontrables qui sont pour elle « ce qu'il y a de plus important », et où réside l'insondable mystère de l'homme.  

## Critique de la philosophie européenne
Athènes et Jérusalem constitue une critique radicale de toute la tradition philosophique de l'Europe, ainsi que de toute la théologie dogmatique ou rationaliste d'inspiration philosophique. Un petit nombre de principes donnent, selon Chestov, son unité et sa cohérence interne à cette tradition européenne venue d'« Athènes ». D'abord, il y souligne l'importance de la catégorie de « vérité éternelle », présente, de façon manifeste ou latente, dans tous les systèmes philosophiques. À la différence des « vérités empiriques », qui sont relatives, les « vérités éternelles » ont un caractère contraignant universel : chacun est tenu de les accepter sans condition. Leur valeur de vérité n'est qu'une propriété accidentelle et seconde par rapport à leur qualité essentielle qui est la contrainte. 
Chestov critique ensuite la conception traditionnelle et intellectualiste de la philosophie chrétienne. Contre la position thomiste, pour laquelle la philosophie consiste à convertir les vérités vécues dans la foi en vérités représentées par l'intellect, il affirme l'incompatibilité radicale et insurmontable de la foi et de la raison. Entre ces deux modes d'être s'étend « l'abîme du sens », car l'essence de la foi est une liberté illimitée, tandis que celle de la raison est la nécessité contraignante. Pour Chestov, la rationalisation de la foi dans la tradition intellectualiste du christianisme a même conduit à la falsification de la notion de Dieu, transformant le Dieu personnel et vivant d'Abraham, Isaac et Jacob en une idée impersonnelle et morte. 
La conclusion finale de sa critique de la tradition philosophique européenne est alors double :
1. la philosophie est une entreprise intellectuelle totalitaire fondée sur le pouvoir de la raison
2. la culture européenne, fondée sur l'idée de la raison illimitée, se révèle être un culte de la violence et de l'intolérance.

Toute différence, altérité ou individualité, renvoyée du côté de l'« irrationnel », est alors éliminée ou résorbée par la rationalité à laquelle plus rien n'échappe.

## Apologie de l'impossible
Léon Chestov défend dans Athènes et Jérusalem une philosophie existentielle où la liberté doit pouvoir s'exercer sans aucune limite. Cette philosophie qu'il juge la seule authentique est une lutte pour l'impossible motivée par la foi. Elle aspire non pas à comprendre le monde ou la vie, mais à vivre dans la croyance religieuse, à s'engouffrer dans l'abîme insondable et fantastique de la foi. La foi biblique est pour Chestov la réalité vivante de l'impossible, et en ce sens, le plus grand miracle de Dieu et son plus grand don. Elle se présente comme un « démon » auquel il faut s'en remettre, une force centrifuge qui entraîne aux confins de la vie et de la mort.
L'impossible est par définition irréalisable et même impensable si l'on ne renonce pas aux notions grecques du vrai et du bien, de la raison et de la science, renoncement qui, pour Chestov, doit se faire au nom du Dieu vivant de la Bible, éternellement caché mais essentiel. Chestov considère ainsi que les profondeurs de l'être cachent « un monde autre », proprement spirituel, où les lois n'ont pas de caractère contraignant. Dans ce monde fantastique, l'homme se doit d'être libre et créateur, fantasque lui-même, car il a été fait à l'aune de Dieu. Celui-ci n'exige d'ailleurs de l'homme que l'impossible, comme avec le Job de la Bible ou l'homme du souterrain de Dostoïevski, car dans ses veines coule « un sang de roi » par lequel il est « appelé à légiférer » plutôt qu'à être légiféré.
La lutte pour l'impossible peut selon Chestov conduire au crime, à la mort ou à la folie, et même à nier l'existence de Dieu. Elle insuffle à l'homme une « force créatrice qui est au-delà du concevable », qui « détermine l'être et lui donne forme ». Le but final de cette lutte est la transformation radicale de la nature de l'homme, l'élimination complète du mal dans le monde, la restauration du monde et de l'homme dans la liberté créatrice qui est le bien suprême.